# Turinyphia cavernicola
Espèce
Turinyphia cavernicola est une espèce d'araignées aranéomorphes de la famille des Linyphiidae.

## Distribution
Cette espèce est endémique des Açores au Portugal. Elle se rencontre sur Terceira.

## Publication originale
- Borges & Wunderlich, 2008 : Spider biodiversity patterns and their conservation in the Azorean archipelago, with descriptions of new species. Systematics and Biodiversity, vol. 6, p. 249-282.